# Aphelandra reticulata
Aphelandra reticulata är en akantusväxtart som beskrevs av Wasshausen. Aphelandra reticulata ingår i släktet Aphelandra och familjen akantusväxter. Inga underarter finns listade i Catalogue of Life.